# Scarus oviceps
Scarus oviceps es una especie de peces de la familia Scaridae en el orden de los Perciformes.

## Morfología
Los machos pueden llegar alcanzar los 35 cm de longitud total.

## Distribución geográfica
Se encuentra desde Mauricio hasta las islas de la Línea, las Tuamotu, las islas Ryukyu y la Gran Barrera de Coral.